# Ries Jansen (collaborateur)
Marinus (Ries) Jansen (Doorn, 14 juli 1910 – Arnhem, 11 februari 1949) was een Nederlandse collaborateur tijdens de Tweede Wereldoorlog. Na de oorlog werd hij ter dood veroordeeld.

## Levensloop
Tijdens de Duitse inval in 1940 was Jansen als onderofficier bij de Nederlandse marine gestationeerd. Hij zou ijverig hebben meegevochten tegen de Duitsers.
Jansen was lid van het Rechtsfront en van de NSB. In augustus 1940 kreeg Jansen als gedemobiliseerde militair een aanstelling bij de Rotterdamse politie. Na een opleiding en één jaar straatdienst werd hij in juli 1942 ingedeeld bij de Inlichtingendienst. Hij maakte deel uit van Groep 10, een groep binnen de politie die verantwoordelijk was voor het ophalen en de deportatie van een groot aantal Rotterdamse joden. In deze periode was de politieman verantwoordelijk voor de arrestatie van minimaal zestig joden, communisten en illegale werkers, van wie zo'n dertig als gevolg daarvan uiteindelijk overleden.
Begin 1943 was hij vijf maanden gedetacheerd bij de Politie Officier School in Schalkhaar. Op 11 januari 1944 vond er een aanslag op Jansen plaats. Hij werd op de Statenweg in Rotterdam van zijn fiets geschoten. Jansen werd geraakt in het hoofd, maar herstelde daarvan. Omdat er rekening werd gehouden met een nieuwe aanslag werd Jansen overgeplaatst naar Sicherheitsdienst in Arnhem. Na de Slag om Arnhem nam de SD de wijk naar Lunteren waar in villa De Wormshoef een nieuw hoofdkwartier werd gevonden. Jansen was in deze periode verantwoordelijk voor de dood van een groot aantal verzetsmensen, die vaak eerst wrede martelingen moesten ondergaan. Zijn bijnaam was de nekschotspecialist.
Direct na de oorlog werd Jansen gevangen gezet in De Wormshoef. Hij werd een tijdje opgesloten in de nauwe kast waarin hij Janny Laupman, een gevangen genomen koerierster, meerdere dagen had vastgezet. Hij slaagde er echter in om te ontsnappen en zocht toevlucht bij het huis van zijn broer in Ede. In plaats van onderdak te geven waarschuwde deze de lokale commandant. Daarop ontstond een vuurgevecht, maar Jansen slaagde er in te ontsnappen. Twee dagen later werd hij alsnog aangehouden in de buurt van hotel Nol in 't Bosch tussen Wageningen en Renkum door de Binnenlandse Strijdkrachten uit Wageningen.
In het proces dat volgde werd Jansen ter dood veroordeeld. Hij kreeg geen gratie. Tijdens het strafproces ontkende Jansen aanvankelijk de beschuldigingen en verschool zich later achter het excuus dat hij handelde op bevel van zijn leidinggevenden. In de gevangenis had Jansen een brief ontvangen van de moeder van Wim Snoek, een van zijn slachtoffers, waarin ze uitsprak dat ze hem vergaf. Bovendien stuurde ze een bijbel mee. In de laatste dagen van zijn leven bekeerde Jansen zich tot het christelijk geloof en betuigde spijt van daden gedurende de oorlog. Volgens een van de personen die de executie voltrok zou Jansen als laatste hebben geroepen: "Ja, Here Jezus, ik kom".

## Slachtoffers
Onder de slachtoffers van Jansen waren de volgende personen:
- Na de Slag om Arnhem zouden veel Britse parachutisten die waren achtergebleven en in de regio rondzwierven gepakt zijn door toedoen van Jansen. Hun lot was krijgsgevangenschap.[7]
- In de nacht van 8 op 9 maart 1945 was Jansen betrokken bij de arrestatie van achttien verzetslieden tijdens een mislukte wapendropping.[8] Twee van hen ontsnapten, terwijl de rest gefusilleerd werd.
- Harmen Douma. Jansen schoot Douma op 4 januari 1944 dood. Dit was een wraakmaatregel vanwege een (mislukte) aanslag op de NSB'er Diederix een dag eerder.[9]
- Hans Flu. Flu was een van de drie mannen die – in het kader van Aktion Silbertanne – als represaille werd doodgeschoten op 4 januari 1944 vanwege een (mislukte) aanslag op de NSB'er Diederix een dag eerder. Jansen was een van de twee mannen die Flu oppakte, zijn collega Hans Hoffmann loste het dodelijke schot.[9]
- Miep Koffrie. Op 10 april 1945 arresteerde Jansen samen met Abraham Kipp de koerierster Miep Koffrie en de vader van de verzetsstrijder van Henk Gaasbeek, naar wie zij op zoek waren.
- Gerard Lambert. Een dag voordat de Canadezen De Wormshoef innamen, op 16 april 1945, en alle overgebleven mannelijke gevangenen kort daarna werden vrijgelaten, werd Lambert in een bosje achter De Eekhorst in Lunteren gedood door Jansen door middel van enkele pistoolschoten.[10]
- Gijs Numan. Numan, de latere burgemeester van Harderwijk, werd door Jansen in Velp verhoord en mishandeld. Hij was aan een tafel vastgebonden en werd met een gummiknuppel achter de oren geslagen.[1] Numan slaagde er later in te ontsnappen.
- Janny Laupman. Jansen was een van de mishandelaars van Laupman, een koerierster binnen het Edese verzet.[11]
- Geert Niemeijer. Een ondergedoken wachtmeester van de marechaussee, werd op 5 december 1944 door Jansen en anderen in Lunteren aangehouden en ter plekke doodgeschoten.[12]
- De broers van Elbertus en Martijn van Steenbergen. Op 13 april 1945, twee dagen voor de bevrijding van Lunteren, werden beide broers in het bos op de Keijenberg nabij Bennekom gedood met een schot in het achterhoofd.[13]
- Pieter van Vark. Plaatsvervangend commandant van de Binnenlandse Strijdkrachten in Ede. Hij werd begin december 1944 door Jansen aangehouden nadat bij hem thuis een groot aantal exemplaren van de illegale krant De eendracht waren aangetroffen. Hij werd op 21 december in aanwezigheid van Jansen doodgeschoten in Heelsum.[14]

## Persoonlijk
Jansen was getrouwd en had een dochter.